# تسويوشي كاتو
تسويوشي كاتو (باليابانية: 加藤 毅) (2 مايو 1981 في كاناغاوا في اليابان – )؛ هو لاعب كرة قدم كان يلعب كمدافع.